# Thomas Morus

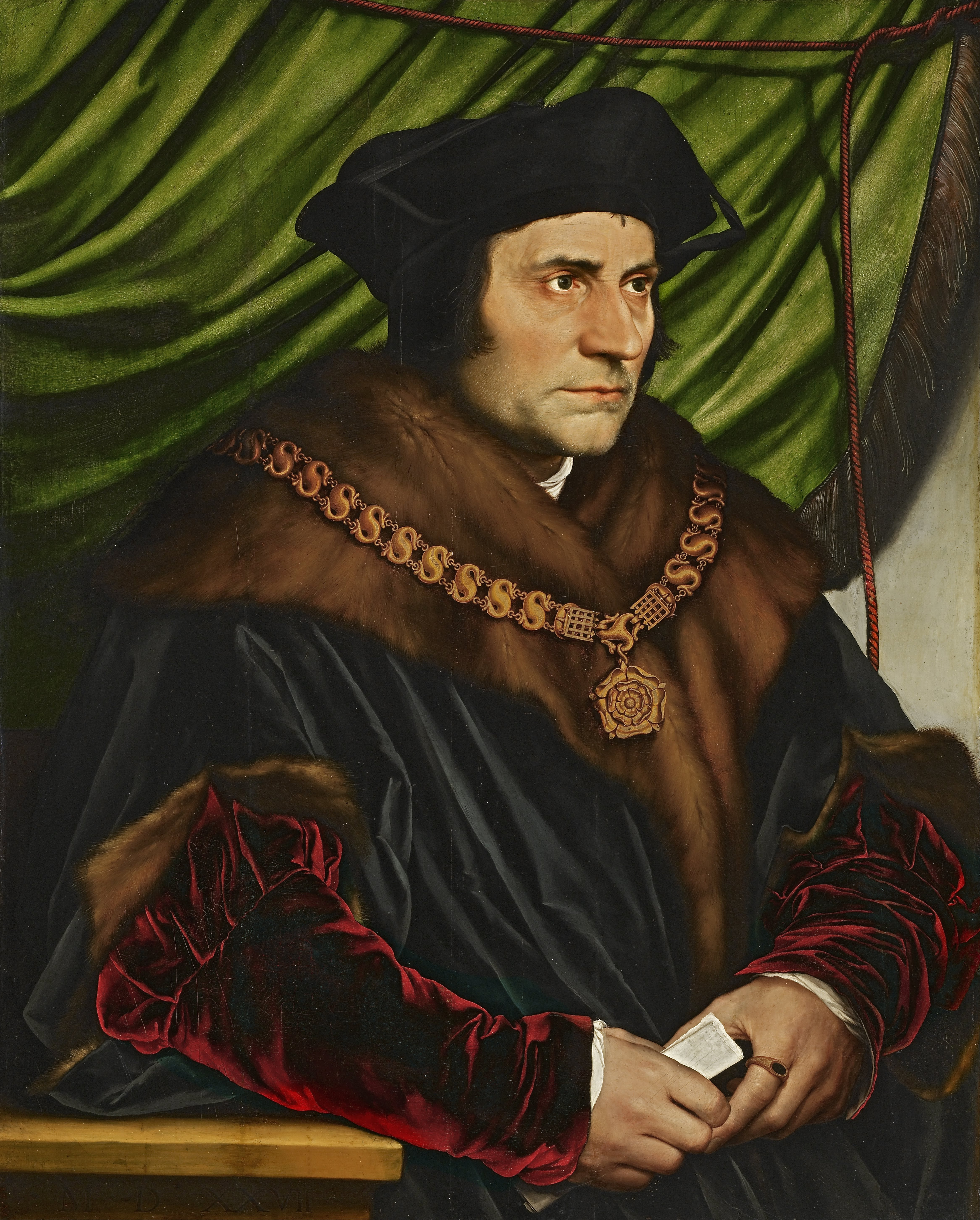
Thomas Morus als Kanzler des Herzogtums Lancaster
(Hans Holbein der Jüngere, 1527)

Thomas Morus (englisch Sir Thomas More; * wahrscheinlich 7. Februar 1478 in London; † 6. Juli 1535 ebenda) war ein englischer Staatsmann (Lordkanzler unter König Heinrich VIII. 1529–1532) und humanistischer Autor der Renaissance. Da er sich weigerte, den geforderten Eid auf die königliche Oberherrschaft über die Kirche abzulegen, ließ ihn der König 1535 als Hochverräter hinrichten. 1935 bestimmte ihn der Papst zum Heiligen und Märtyrer der römisch-katholischen Kirche (Gedenktag 22. Juni), in der er als Patron der Regierenden und Politiker gilt, und seit 1980 auch der anglikanischen Kirche (Gedenktag am 6. Juli). Sein als philosophischer Dialog aufgebauter Roman Utopia begründete das Genre des utopischen Romans.

## Leben

### Herkunft und frühe Ausbildung
Thomas Morus war der Sohn des Anwalts und Richters John More (um 1450–1530) und dessen Frau Agnes (um 1455–1499), der Tochter eines Stadtrates und Händlers aus Calais, des Alderman and Merchant of the Staple of Calais Thomas Graunger. Thomas Morus besuchte eine Lateinschule und leistete als Zwölfjähriger Pagendienste am Hof des Lordkanzlers Erzbischof John Morton von Canterbury. Dieser schickte ihn auf zwei Jahre mit einem Stipendium nach Oxford, wo Morus Logik, Latein und Griechisch studierte – ein damals noch umstrittenes Lehrfach, das sein Vater nicht gerne sah – und ab 1496 eine juristische Ausbildung in der Rechtsschule Lincoln’s Inn durchlief. 1501 schloss er sein juristisches Examen ab und begann selbst zu lehren. Indessen war Morus im Zweifel, ob er seine Bestimmung nicht eher in der Kirche als in der Jurisprudenz finden sollte.

### Erste Stationen und Familiengründung (1504–1505)
Thomas Morus wurde bald ein erfolgreicher Rechtsanwalt und Unterhändler. 1504 wurde er Parlamentsmitglied. Sein Widerspruch gegen die Steuererhöhungen König Heinrichs VII. erregte Aufsehen. Eine Zeit lang lebte er als Postulant bei den Kartäusern in London. Später war er Oblate der Benediktinerabtei vom hl. Augustinus in Canterbury.
1505 heiratete er Joan Colt (1488–1511). Dieser Ehe entstammten drei Töchter (Margaret, Elisabeth, Cecily) und ein Sohn (John). Als Joan Colt nach sechsjähriger Ehe (wahrscheinlich im Kindbett) starb, ging Thomas Morus bald darauf mit der des Lautenspiels kundigen Witwe Alice Middleton (1474–1546 oder 1551) eine zweite Ehe ein, die kinderlos blieb. Alice Middleton brachte allerdings eine Tochter aus erster Ehe mit.

### Anwalt des Bürgermeisters, Diplomat im Dienst Heinrichs VIII. und Parlamentssprecher (1510–1523)
Vom 3. September 1510 bis zum 23. Juli 1518 war er einer von zwei sogenannten Undersheriffs von London.  In dieser Position beriet er die Bürgermeister von London und vertrat sie als Rechtsanwalt in allen Fällen, in denen sie der Gerichtsbarkeit unterlagen. Daneben lehrte er am Lincoln’s Inn Recht. 
Am 1. Mai 1517 brachen in London die Evil-May-Day-Unruhen aus. Die Handwerker Londons, darunter besonders die Lehrlinge, hatten Aufstände angezettelt, die sich gegen ausländische Konkurrenten richteten. Ein Mob von Lehrlingen zog durch London »um alle Fremden in Stücke zu schneiden«. Thomas More konnte die Aufständischen davon überzeugen, ihre Forderungen in friedlicher Form vorzutragen.

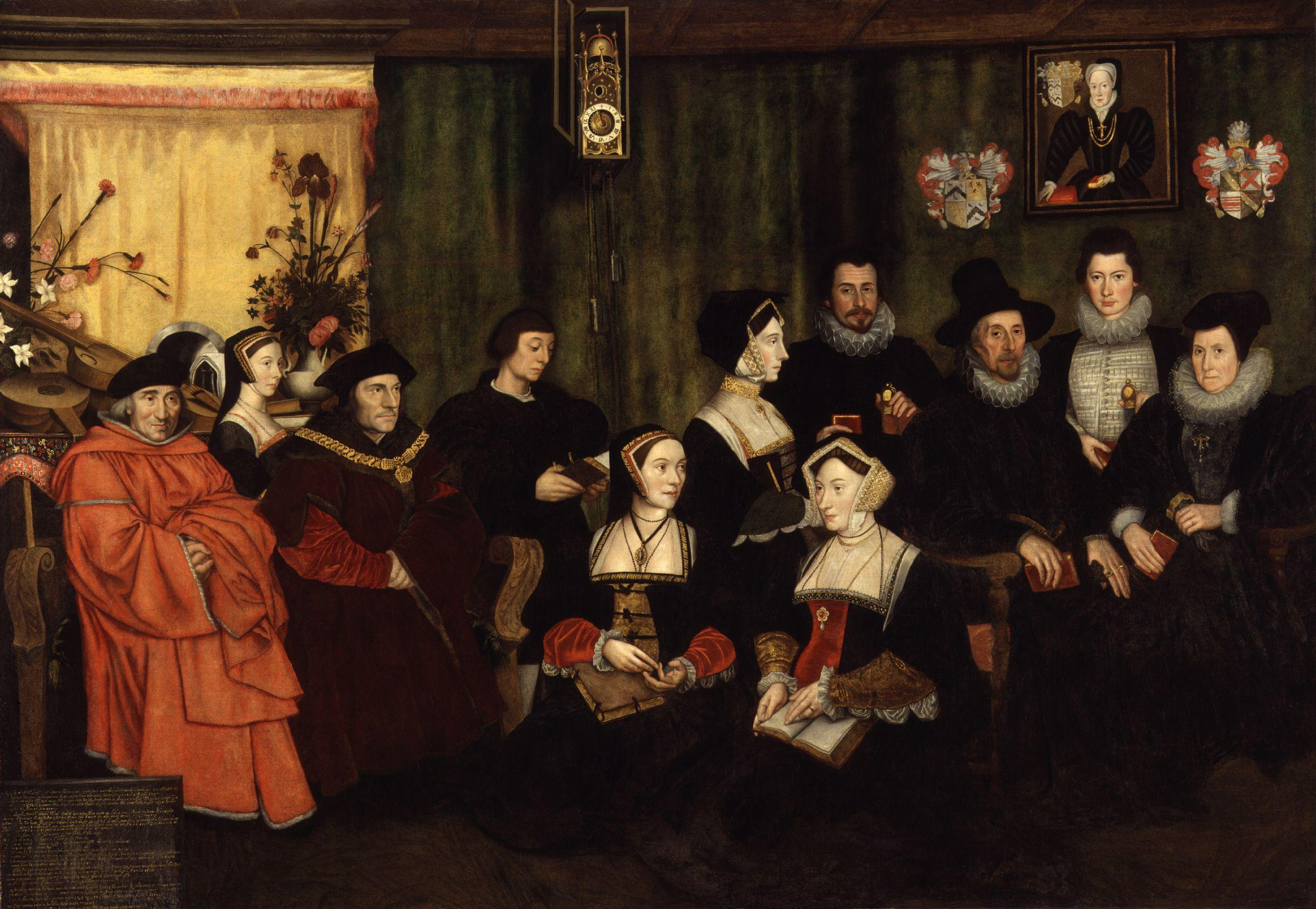
Thomas Morus, im Kreis seiner Familie dargestellt
(nach Hans Holbein dem Jüngeren)

König Heinrich VIII. wurde auf Morus aufmerksam und schickte ihn auf diplomatische Missionen. 1516 verfasste Morus das erste Buch der Utopia und redigierte das ganze Werk, das im Dezember erschien.
1517, mit 39 Jahren, trat er ganz in den Dienst des Königs von England, der ihn bald zum Mitglied des Privy Council machte. Am 28. Mai 1523 ließ der König ihn in Irland als Knight Bachelor („Sir“) zum Ritter schlagen und im selben Jahr wurde er Parlamentssprecher.
Er war ein entschiedener Gegner Luthers und half Heinrich VIII., eine Arbeit über diesen zu schreiben, die dem englischen König den päpstlichen Ehrentitel Verteidiger des Glaubens eintrug. Morus’ eigene Arbeit über Luther wurde europaweit gelesen.
Im Privatleben engagierte sich Morus sehr für die Erziehung seiner Töchter, denen er die gleiche Bildung zukommen ließ wie seinem Sohn. Seine älteste Tochter Margaret Roper galt als eine der gelehrtesten Frauen ihrer Zeit.
Er war auch sehr freigiebig, ernährte während einer Hungersnot Hunderte aus seiner eigenen Tasche und entließ seine Landarbeiter auch dann nicht, wenn Mangel an Arbeit herrschte.

### Lordkanzler (1529–1532) und Suprematsanspruch Heinrichs VIII.
1529 musste Kardinal Thomas Wolsey, der Erzbischof von York, von seinem Amt als Lordkanzler zurücktreten, weil er den Papst nicht dazu bewegen konnte, die Ehe Heinrichs VIII. mit Katharina von Aragón zu annullieren. Daraufhin wurde Morus zum Lordkanzler ernannt, der in der Auseinandersetzung mit dem Protestantismus die Innenpolitik seines Königs unterstützt hatte. Eine Scheidung war nach geltendem Kirchenrecht unmöglich, und Morus vertrat die Ansicht, dass über die Annullierung der Ehe des Königs nur der Papst entscheiden durfte. Heinrich VIII. war deshalb von Morus als Lordkanzler enttäuscht.
Als Katholik setzte Morus sich konsequent für die Autorität des Heiligen Stuhls ein. Seiner humanistischen Einstellung zum Trotz ließ er Anhänger der Reformation verfolgen und verbrennen. Diese Strafe traf „Wiederholungstäter“, die sich nach einem Widerruf erneut mit protestantischen Schriften beschäftigt hatten.
Papst Clemens VII. hätte einer Aufhebung der Ehe Heinrichs mit Katharina eventuell zugestimmt, wenn ihn nicht Katharinas Neffe, Kaiser Karl V., nach dem Sacco di Roma in der Hand gehabt hätte. Als der Papst ablehnte, erklärte Heinrich sich selbst zum Oberhaupt der Kirche von England. Die Geistlichkeit musste den Suprematseid schwören und damit den König – als weltlichem und geistlichem Herrscher – als Oberhaupt der nunmehr anglikanischen Kirche anerkennen. Als Laie brauchte Morus diesen Eid allerdings nicht abzulegen, doch aus Treue zur römischen Kirche trat er am 16. Mai 1532 vom Amt des Lordkanzlers zurück, um nicht einem dem Heiligen Stuhl ungehorsamen König dienen zu müssen. Möglicherweise standen auch gesundheitliche Beschwerden hinter seinem Rücktrittsgesuch.
Durch seinen Rücktritt konnte Morus sich zunächst einer Verdächtigung wegen Hochverrats entziehen. Doch als das Parlament 1534 den Act of Succession verabschiedete, der die Legitimität aller Kinder, die Heinrich VIII. und seiner Frau Anne Boleyn geboren werden würden, feststellte und außerdem jedwede fremde Autorität (also auch des Papstes) über geistliche Belange einschließlich der Verfügungsgewalt über Kirchen, Klöster und Abteien zurückwies, wurde von Inhabern öffentlicher Ämter und von Personen, die im Verdacht standen, Heinrich nicht zu unterstützen, ein Eid auf dieses Gesetz verlangt.

### Prozess und Hinrichtung (1535)
Morus sollte diesen Eid auf die königliche Suprematie im April 1534 leisten. Weil er dies ablehnte, wurde er – gemeinsam mit dem Bischof John Fisher von Rochester – im Tower von London eingekerkert. Beide wurden vor Gericht gestellt und im Namen Heinrichs VIII. zum Tode verurteilt. Zuvor hatte Morus bereits seine Grabinschrift verfasst und sich aus dem öffentlichen Leben zurückgezogen. Das Parlament verhängte die Acht über ihn und zog sein Vermögen zugunsten der Krone ein. Noch im Kerker schrieb Thomas Morus geistliche Traktate und Trostschriften.
Am 6. Juli 1535 wurde Thomas Morus im Alter von 57 Jahren auf dem Schafott auf dem Tower Hill hingerichtet. Das Urteil sah eigentlich die für nichtadelige Hochverräter übliche Todesart vor: das Hängen, Ausweiden und Vierteilen; es wurde jedoch vom König in Enthauptung ohne vorherige Folter abgeändert. Sein Körper wurde von seiner Tochter zusammen mit Margaret Gigs-Clement und Ropers Dienerin Dorothey Colley beerdigt. Morus’ Kopf wurde einen Monat lang auf der London Bridge zur Schau gestellt und dann von seiner Tochter Margaret Roper gegen Zahlung eines Bestechungsgeldes heruntergeholt und 1558 in der Familiengruft der Roper in St. Dunstan zu Canterbury beigesetzt.
Seinen Humor, für den Thomas Morus bekannt war, habe er sich bis zuletzt bewahrt: Laut einer Anekdote bat er den Henker bei seiner Hinrichtung, beim Zuschlagen mit dem Beil auf seinen Bart zu achten, da dieser nicht Hochverrat begangen habe.

## Leistungen
Thomas Morus war ein ungewöhnlich gebildeter Mann, gleichzeitig fachkundiger Jurist und ein geschickter Unterhändler. Seine Unparteilichkeit als Undersheriff und in anderen Positionen wurde gerühmt. Er galt als fleißiger Beamter, der sämtliche anhängigen Gerichtsfälle abarbeitete. Als Katholik setzte er sich konsequent für die Autorität des Heiligen Stuhls ein.
Zum anderen war er ein sehr fähiger Schriftsteller, Historiker und Philosoph. Während Morus als Undersheriff amtierte, fand er die Zeit, eine Geschichte König Richards III. zu verfassen. Die Geschichte – zwischen 1513 und 1518 verfasst – gilt – auch wegen ihrer meisterlichen Beherrschung der englischen Prosa – als Juwel der englischen Geschichtsschreibung und erschien posthum.

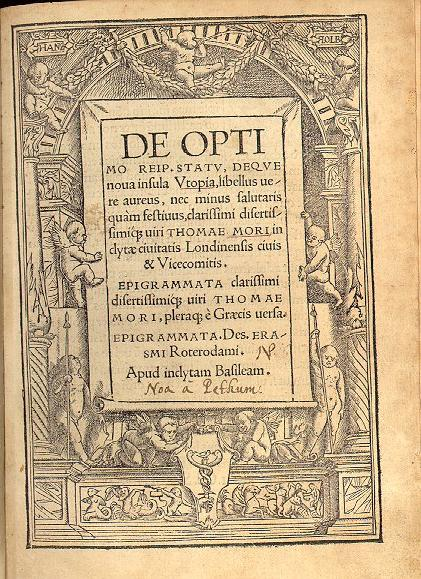
Erste Seite der „Utopia“, Druck von 1518

Sein bekanntestes Werk ist De optimo statu rei publicae deque nova insula Utopia („Von der besten Verfassung des Staates und von der neuen Insel Utopia“), in dem er, wohl in Anlehnung an Platons Dialog Timaios, ein erfundenes Inselreich mit einer ganz anderen Gesellschaftsstruktur beschrieb, als sie zu seiner Zeit in England herrschte. Das Buch erschien 1516. In den Sozialwissenschaften wird das Werk als Kritik an den damaligen Verhältnissen und als Gegenentwurf zum zeitgenössischen England gesehen, andere sehen darin eine boshafte Satire desselben England. In dem Stadtstaat dieser Insel herrscht eine Art Kommunismus: Die Interessen des Einzelnen sind denen der Gemeinschaft untergeordnet. Wie in einem (idealen) Kloster ist jedermann zu gemeinschaftlicher Arbeit und Bildung verpflichtet und genießt religiöse Toleranz. Grund und Boden sind gemeinsamer Besitz. Nach dem ersten Erscheinen in Löwen (Brabant) wurde es bald in mehrere Sprachen übersetzt und bildet einen Vorläufer des utopischen Romans.

## Nachkommen
Aus Thomas Morus’ erster Ehe mit Joan More geborener Colt gingen vier Kinder hervor:
1. Margaret (1505–1544) ⚭ William Roper
2. Elizabeth (* 1506) ⚭  William Dauncey
3. Cecily (* 1507) ⚭ Giles Heron
4. John (1509–1547) ⚭ Anne Cresacre (1511–1577)

Die zweite, 1511 geschlossene Ehe mit der Witwe Alice Middleton, geborener Harpur (1474–1546 oder 1551), blieb kinderlos. Sie war in erster Ehe mit dem Kaufmann John Middleton († 1509) verheiratet gewesen, mit dem sie einen Sohn und zwei Töchter hatte. Zu Mores Familie gehörten neben seiner Ehefrau noch deren Tochter Alice (1501–1563) und eine Ziehtochter namens Margaret Giggs. Zudem nahm Morus mehrere verwaiste Erben großer Vermögen als Mündel in seinen Haushalt auf, von denen Anne Cresacre und Giles Heron seine Schwiegerkinder wurden.

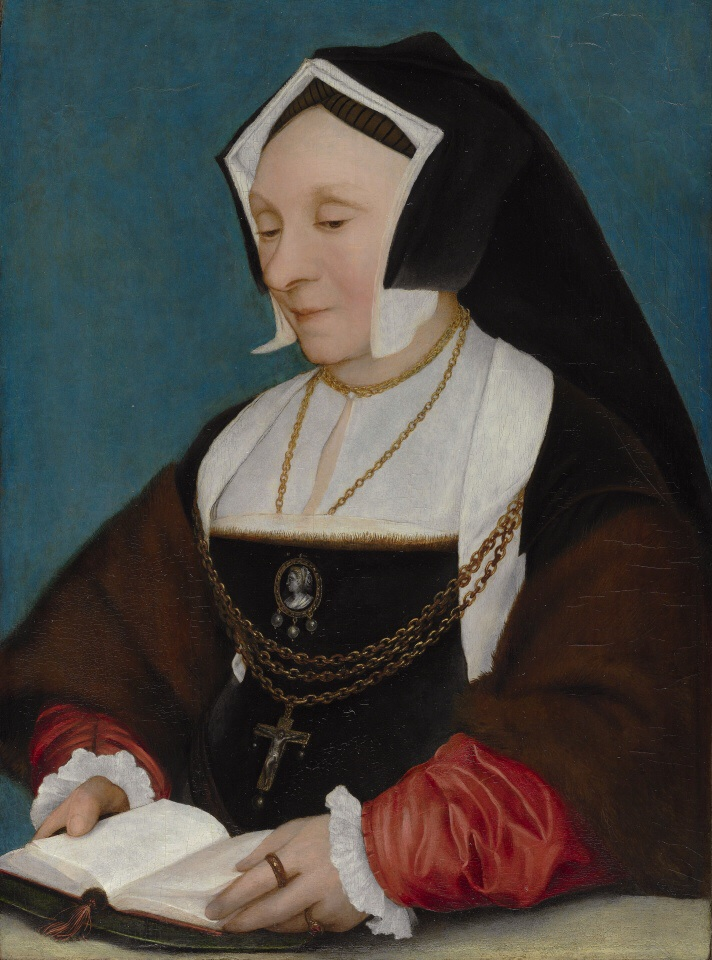
Lady Alice More (1474–1551), Thomas Mores zweite Ehefrau. Hans Holbein um 1530.

## Rezeption

### Zeitgenössische Beurteilung
Erasmus von Rotterdam, der mehrfach bei seinem Freund Thomas zu Besuch war, widmete ihm sein berühmtes Lob der Torheit. Der lateinische Titel Moriae encomium war ein Wortspiel, das auf dem Gleichklang des latinisierten Namens Morus mit dem lateinischen Wort morus („Narr“) beruhte. Nach Morus’ Tod fand Erasmus die rühmenden Worte: „Thomas Morus, Lordkanzler von England, dessen Seele reiner war als der reinste Schnee, dessen Genius so groß war, wie England nie einen hatte, ja nie wieder haben wird, obgleich England eine Mutter großer Geister ist.“

### Forschung
Die Universitäts- und Landesbibliothek Düsseldorf besitzt eine umfangreiche Sammlung mit Werken von und über Thomas Morus, das sogenannte Morianum. An der Universität Düsseldorf gab es zeitweise auch eine deutsche wissenschaftliche Thomas Morus-Gesellschaft mit eigenen Jahrbüchern, die sich aber inzwischen aufgelöst hat.

### Kirchliche Verehrung
Am 29. Dezember 1886 sprach die katholische Kirche (Leo XIII.) Thomas Morus selig. Die Heiligsprechung erfolgte am 19. Mai 1935 durch Pius XI., zu einer Zeit, als die Konflikte zwischen NS-Regime und katholischer Kirche durch Nichtachtung der Konkordatsvereinbarungen und Menschenrechtsverletzungen durch die Nationalsozialisten immer offenkundiger wurden. Die Heiligsprechung wurde von einigen als ein Zeichen zum religiösen Widerstand gegen totalitäre Herrschaftsansprüche interpretiert, für den Thomas Morus das Martyrium erlitten hatte. So schrieb etwa Outhbert Wright in einer Besprechung des Buchs Thomas More von Raymond Wilson Chambers kurz nach der Heiligsprechung in der New York Times am 18. August 1935:
We have seen the totalitarian State raise its formidable head once more from the ruins of yet another Europe, this time wrought by the World War. We have seen it in Russia, in Italy, in Germany. We are even told that it exists, in germ and embryo, within the United States. And the question inevitably occurs, as Professor Chambers states it at the end of his narrative: „Is the State supreme, or is there a moral law above the laws which the State makes?“
dt. Übersetzung: Wir haben gesehen, wie der totalitäre Staat wiederum sein furchterregendes Haupt aus den Ruinen eines anderen Europa erhoben hat; diesmal verursacht durch den Weltkrieg. Wir haben es in Russland, in Italien, in Deutschland gesehen. Uns wird sogar gesagt, dass er keim- und embryonenhaft in den Vereinigten Staaten existiert. Und die Frage stellt sich unweigerlich, wie Professor Chambers am Ende seiner Erzählung feststellt: „Ist der Staat oberstes Gebot oder gibt es ein moralisches Gesetz über den Gesetzen, die der Staat erlassen hat?“
Seit 1980 wird auch in der Church of England Thomas Morus’ als Märtyrers der Reformation gedacht. Am 31. Oktober 2000 ernannte Papst Johannes Paul II. ihn zum Patron der Regierenden und der Politiker. In Deutschland ist er außerdem der Patron der KjG (Katholische junge Gemeinde) und zahlreicher Katholischer Studentengemeinden, vor allem auf dem Gebiet der neuen Bundesländer. Sein Gedenktag in der katholischen Kirche ist der 22. Juni (zusammen mit John Fisher), in der anglikanischen Kirche der 6. Juli.
In vielen Orten sind Kirchen nach ihm benannt, siehe dazu Thomas-Morus-Kirche. In Belgien existieren die Knights of Saint Thomas More (Ritter vom heiligen Thomas Morus).

### Ehrungen
Nach Thomas Morus sind verschiedene Einrichtungen benannt, unter anderem die Thomas-Morus-Akademie Bensberg (eine Einrichtung der katholischen Erwachsenenbildung im Erzbistum Köln), das Thomas-Morus-Gymnasium in Oelde, die Thomas-Morus-Realschule in Östringen und die Thomas-Morus-Schule in Osnabrück sowie das katholische Studentenwohnheim Thomas-Morus-Burse in Würzburg. 2016 wurde auch ein Asteroid nach Thomas Morus benannt: (37630) Thomasmore.
Hermann Boventer gründete 1981 die Thomas-Morus-Gesellschaft in Bensberg, um die wissenschaftliche und publizistische Arbeit zu Thomas Morus nach dem Großbrand in der Thomas-Morus-Akademie Bensberg fortsetzen zu können. Die Gesellschaft hatte bald 90 Mitglieder. In unregelmäßigen Abständen verlieh sie eine Thomas-Morus-Medaille an „Persönlichkeiten, die sich durch Mut und Standhaftigkeit des Gewissens ausgezeichnet haben“. Auch in Hannover gibt es eine Thomas-Morus-Gesellschaft (Stand 2009). Seit 2001 verleiht die Stadt Lennestadt zu Ehren ihres Stadtpatrons den „Thomas-Morus-Preis der Stadt Lennestadt“.
Nach Thomas More wurde eine römische katholische Universität benannt, die in Crestview Hills, Kentucky liegt.

### Belletristik und Film
Das handschriftlich erhaltene elisabethanische Theaterstück Sir Thomas More von Anthony Munday und weiteren Autoren (darunter wahrscheinlich auch William Shakespeare) stellt Szenen aus seinem Leben dar.
In Robert Bolts Stück Thomas Morus (A Man For All Seasons) geht es um Sir Thomas’ verlorenen Kampf gegen König Heinrichs Entschluss, England eine nationale Kirche zu geben. Zwei Filme wurden nach diesem Stück gedreht. Ein Mann zu jeder Jahreszeit von 1966 mit Paul Scofield gewann sechs Oscars (Bester Film; Regie: Fred Zinnemann; Hauptdarsteller: Paul Scofield; Drehbuch (Adaption): Robert Bolt; Kamera (Farbe): Ted Moore; Kostüme (Farbe): Elizabeth Haffenden, Joan Bridge). Eine zweite Verfilmung wurde 1988 mit Charlton Heston gedreht.
Die erste und zweite Staffel der Fernsehserie Die Tudors beinhaltet Thomas Morus’ Aufstieg zum Lordkanzler, seine Beziehung zu seiner Tochter Margaret Roper und seinen Sturz.
In dem historischen Roman Stirb, du Narr, erschienen 1960, behandelt Karl Zuchardt die Auseinandersetzung zwischen Thomas Morus und König Heinrich ab 1533, die schließlich in die Hinrichtung von Thomas Morus 1535 mündet. Der Titel ist eine Anspielung darauf, dass Morus lateinisch Narr bedeutet. Der Roman ermöglicht einen Blick nicht nur auf das Leben am Hofe, sondern auch auf das der einfachen Bevölkerung und auf das Leben von Thomas Morus und seiner Tochter Margaret Roper. Er beschreibt die Zerrissenheit des Protagonisten, der am Leben hängt und seinen Idealen doch nicht untreu werden kann. Andere auf die historischen Verhältnisse eingehende Darstellungen finden sich in einer Novelle von Karl Anton Vogt und in Anatoli Warschawskis Jugendbuch Ein Lordkanzler tritt zurück.
Ein eher negatives Bild von Morus zeichnet Hilary Mantel in ihrem historischen Roman Wölfe. Sie zeigt Morus als konsequenten Verfolger von Protestanten, der diesen genau die Gewissensfreiheit verwehrte, die er in seinem eigenen Prozess für sich in Anspruch nahm. Sein Gegenspieler Cromwell, der in dem Roman als Pragmatiker geschildert wird, wirft Morus Heuchelei vor.

## Ausgaben und Übersetzungen
- Louis L. Martz, Frank Manley, Garry E. Haupt (Hrsg.): Thomas More: The Complete Works. Band 1 ff. New Haven / London.
- Uwe Baumann (Hrsg.): Thomas More: Epigramme. München 1983.
- Hubertus Schulte-Herbrüggen (Hrsg.): Thomas More: Gebete und Meditationen. München 1983.
- Hans P. Heinrich (übersetzt, eingeleitet und kommentiert): Die Geschichte Richards III. (postum veröffentlicht London 1543), Verlag Kösel München 1984, ISBN=3-466-25020-X.
- George M. Logan, Robert M. Adams, Clarence H. Miller (Hrsg.): Thomas More: Utopia. Cambridge University Press, Cambridge 1995, ISBN 0-521-40318-9 (kritische Edition des lateinischen Textes und englische Übersetzung)
- Jacques Langer (Übersetzer): Thomas Morus – Utopia. aus dem Lateinischen übersetzt und mit einem Nachwort von Jacques Langer, Manesse Verlag, Zürich 2004, ISBN 3-7175-2054-7.